# Eremo di Nostra Signora de la Cabeza
L'eremo di Nostra Signora de la Cabeza (Nostra Signora della Testa) è un piccolo eremo cattolico spagnolo, di epoca medioevale, della città di Avila.
Nel 1985 è stato inserito nel Patrimonio dell'umanità, come elemento della Città vecchia di Avila con le sue chiese fuori le mura.

## Descrizione

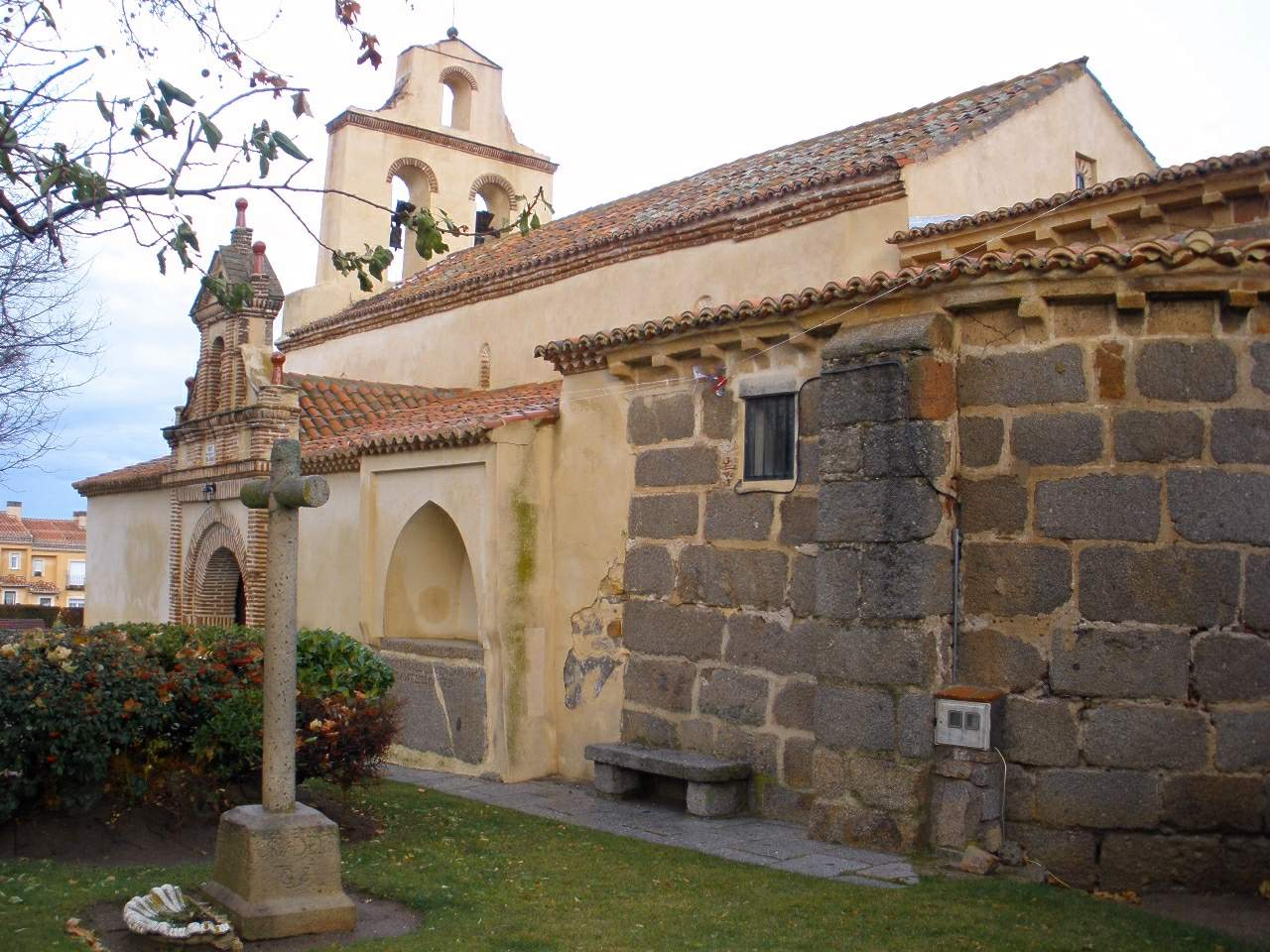
Vista laterale

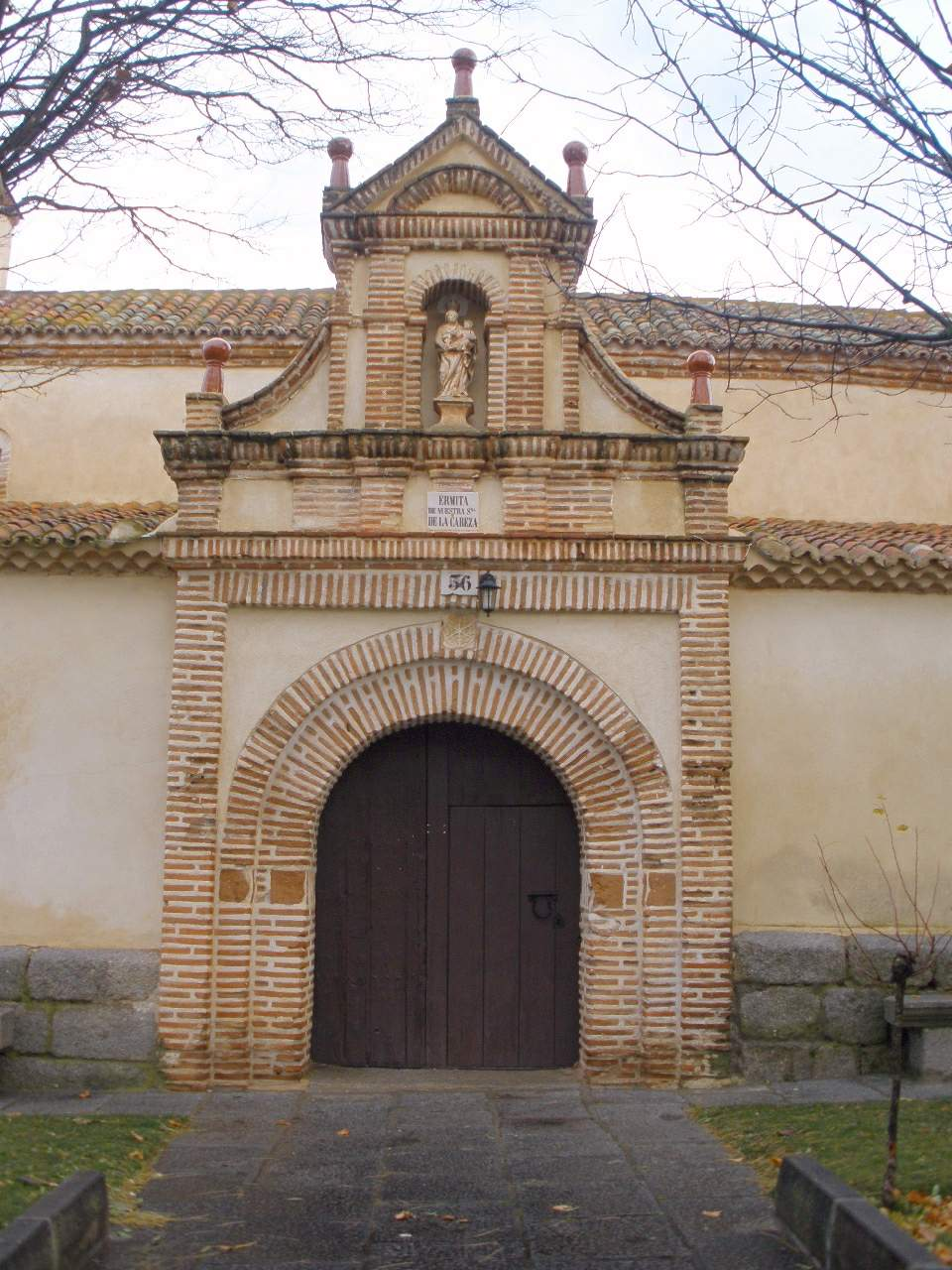
Dettaglio del portale laterale

Eretto fuori dalle mura, nel corso dei secoli finì per essere collocato accanto all'antico cimitero generale della città. Sarebbe stato fondato dal vescovo Pedro Instancia, nel 1210, e dedicato all'apostolo San Bartolomeo. Già nel 1254 era una parrocchia. Con il tempo il suo nome è stato mutato in Nostra Signora della Cabeza (testa), dopo che sul suo altare maggiore venne collocata un'immagine di detta invocazione.
L'eremitaggio ha tre absidi che Juan Martín Carramolino definisce come "di stile bizantino" e nel suo lato meridionale una piccola zona piantata a pioppeto. Si trova a nord del centro urbano. Nel 1813 venne disposta la costruzione del cimitero di Avila accanto all'eremo, anche se l'opera venne sospesa nel 1814 con il ritorno di Fernando VII. Il progetto venne poi riattivato più avanti.